# Billy Valentine
Billy Valentine (* 1926 in Birmingham, Alabama) ist ein US-amerikanischer Jazz- und Rhythm-&-Blues-Musiker (Gesang, Piano) und Songwriter.

## Leben und Wirken
Billy Valentine besuchte das Morehouse College und hatte erste Rundfunkauftritte beim Sender WGBE; ferner trat er mit seiner eigenen Combo, den Harlem Nighthawks auf, in der er sang und Piano spielte. 1949 arbeitete er in Houston, als er die Gelegenheit bekam, bei Johnny Moores Three Blazers (als Nachfolge für Charles Brown) einzusteigen. 1949 entstanden mit der Gruppe die Titel „New Driftin’ Blues“, „Walkin’ Blues“ oder „You Can Go Feed Yourself“ (Victor). Ebenfalls 1949 sang er bei Count Basie (als Ersatz für Jimmy Rushing in „Rocky Mountain Blues“); Ende des Jahres nahm er für Mercury unter eigenem Namen auf („How Long, How Long“), begleitet von John Collins, Ray Brown und Specs Powell. 1949 trat er in San Francisco im Club Bop City auf; dabei gehörte zu seinen Begleitmusikern auch der junge John Coltrane. Um diese Zeit wurde er bei einer Hörerumfrage eines Radiosenders im Raum Atlanta zum drittbesten R&B-Sänger (nach Arthur Prysock und Billy Eckstine) gewählt.
1950 entstanden weitere Nummern für Mercury wie „Smooth Sailing Baby“, bei denen er vom Jimmy Mundy begleitet wurde (mit Big Nick Nicholas, Cecil Payne und Buddy Rich). Ab Ende 1950 stand er bei Decca Records unter Vertrag („Baby, Please Don’t Go“, mit Mickey Baker, Bobby Nicholson, Jimmy Crawford), 1953 bei Prestige Records („Gambling Man“). An Neujahr 1954 trat Valentine im New Yorker Apollo Theater mit dem Lucky Millinder Orchestra auf; ferner nahm er als Pianist mit Mari Jones und Johnny Moore’s Three Blazers auf, 1956–58 mit Big John Greer und Bubber Johnson für King Records. Die Titel „Your Love Has Got Me Reeling and Rocking“/„It’s a Sin“ erschienen bei Capitol; für King Records spielte er 1956 unter eigenem Namen die Songs „I Want Your Love“/„Don’t Wait Too Long“ ein (mit King Curtis, Herman Foster, Mickey Baker, Jimmy Lewis und Dave Bailey). 1959 erschien noch die Platte „Cold Hearted Lover“/„Wasted Tears“ bei Federal Records. Im Bereich des Jazz war er zwischen 1949 und 1958 an 20 Aufnahmesessions beteiligt. Er schrieb u. a. die Songs „Rock With It“, „You May Be Trash to Someone But Baby You’re a Queen to Me“ und „Beer Drinking Baby“.

## Diskographische Hinweise
- Los Angeles Rhythm & Blues
- The Coolest Rhythm’n’Blues (Verve Records, ed. 2009)